# Calle de la Sociedad Vascongada
La calle de la Sociedad Vascongada es una vía pública de la ciudad española de Vitoria.

## Descripción
La calle, que obtuvo el título en octubre de 1887, discurre desde la calle de Fray Zacarías Martínez hasta la de Santa María. Aparece descrita en la Guía de Vitoria (1901) de José Colá y Goiti con las siguientes palabras:

Calle de la Sociedad Vascongada.—Se le dió este título, que es el primitivo, en 12 de octubre de 1887. Comienza en la calle de Santa María y concluye en la de las Escuelas.
(Colá y Goiti, 1901, p. 62)

La calle, tildada de «insignificante» por Venancio del Val, recuerda con su título a la Real Sociedad Bascongada de Amigos del País.